# James Tiptree Jr.

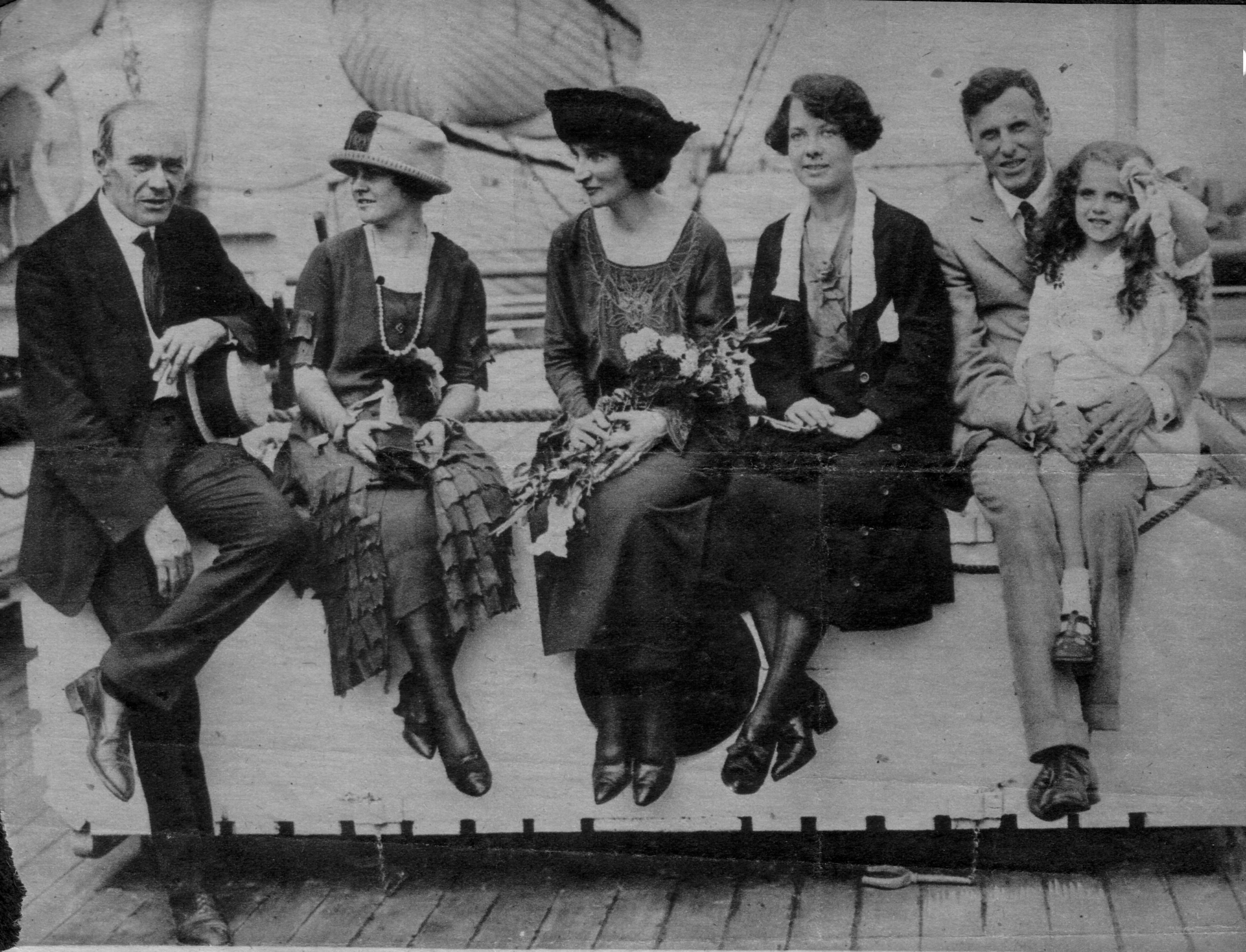
Alice Sheldon podczas podróży z rodzicami do Afryki w latach 20. XX w. (pierwsza z prawej)

James Tiptree Jr. właśc. Alice Bradley Sheldon (ur. 24 sierpnia 1915 w Chicago, zm. 19 maja 1987 w McLean, Wirginia) – amerykańska pisarka science fiction. 
Swojego pseudonimu literackiego używała od 1967 roku do śmierci. Czasem także pisywała pod pseudonimem Raccoona Sheldon. Prawdziwa tożsamość Jamesa Tiptree Jr. była przez długie lata tajemnicą – pisarka nie ujawniała się, nie odbierała też osobiście nagród. Powszechnie była uważana za mężczyznę. Prawdziwa tożsamość wyszła na jaw w 1976 r., po śmierci jej matki.

## Życiorys
Alice Bradley wychowała się w Hyde Park, uniwersyteckiej enklawie Chicago. Jej ojciec, Herbert, był prawnikiem, zaś matka, Mary Hastings Bradley, pisarką. W dzieciństwie dużo podróżowała z rodzicami. W 1934 r. wyszła za mąż za Wiliama Daveya i pod nazwiskiem Alice Bradley Davey pracowała jako plastyk i krytyk literacki w czasopiśmie „Chicago Sun”. W 1941 rozwiodła się, a w roku następnym zaciągnęła się do United States Air Force i zaczęła pracować jako analityk w wywiadzie wojskowym. W 1945 r. poślubiła drugiego męża, Huntingtona D. Sheldona, z którym, po zwolnieniu z wojska w 1946 r., podjęli działalność biznesową.
W 1946 roku zadebiutowała opowiadaniem The Lucky Ones w „New Yorkerze”. W latach 1957–1959 studiowała sztukę na American University w Waszyngtonie, a w 1967 r. uzyskała doktorat na George Washington University w zakresie psychologii eksperymentalnej. Fantastyką zaczęła zajmować się po ukończeniu doktoratu, w 1967 r., pod męskim pseudonimem James Tiptree Jr., wziętym z nalepki słoika z angielską marmoladą firmy Wilkin & Sons.
Zmarła śmiercią samobójczą, w wieku 71 lat, razem z 84-letnim mężem.
Była biseksualna.
Na jej cześć ustanowiono Nagrodę Jamesa Tiptree Jr. (obecnie Nagroda Otherwise), która jest przyznawana za utwór science fiction lub fantasy, który odważnie podejmuje tematykę płci.

### Powieści
- Up the Walls of the World (1978)
- Jasność spływa z powietrza (Brightness Falls from the Air, 1985)

### Zbiory opowiadań
- Ten Thousand Light-Years from Home (1973)
- Warm Worlds and Otherwise (1975)
- Star Songs of an Old Primate (1978)
- Out of the Everywhere and Other Extraordinary Visions (1981)
- Crown of Stars (1988)
- Her Smoke Rose Up Forever (1990)
- Meet Me at Infinity (2000)
- Houston, Houston, czy mnie słyszysz i inne opowiadania (2000)

## Nagrody
- Hugo:
  - 1974 The Girl Who Was Plugged In (najlepsze opowiadanie)
  - 1977 Houston, Houston, czy mnie słyszysz? (Houston, Houston, Do You Read? najlepsze opowiadanie)
- Nebula:
  - 1973 Miłość to plan, plan to śmierć (najlepsza krótka forma)
  - 1976 Houston, Houston, czy mnie słyszysz? (najlepsze opowiadanie)
  - 1977 Sposób na muchy (najlepsza nowela)
- Nagroda World Fantasy:
  - 1987 Tales of the Quintana Roo (zbiór)
- Locus:
  - 1984 Beyond the Dead Reef (krótka forma)
  - 1986 The Only Neat Thing to Do (opowiadanie)
- Science Fiction Chronicle Award:
  - 1986 The Only Neat Thing to Do (opowiadanie)
- Jupiter:
  - 1977 Houston, Houston, czy mnie słyszysz? (opowiadanie)